# Обыкновенный ошибень
Обыкновенный ошибень, или ошибень (лат. Ophidion rochei), — род лучепёрых рыб семейства ошибневых. Распространены в Средиземном и Чёрном морях. Латинское название вида дано в честь швейцарского врача, натуралиста, химика, ботаника и ихтиолога Франсуа-Этьена де Ла Роша (фр. François-Étienne de La Roche) (1743—1813), который в 1809 году описал анатомические особенности плавательного пузыря O. barbatum. Максимальная длина тела 29,3 см.

## Описание
Тело удлинённое, несколько сжато с боков, покрыто циклоидной чешуёй. Удлинённые чешуйки не налегают друг на друга и расположены в форме розеток. Голова без чешуи. Зубы на челюстях щетинковидные, в наружных рядах увеличенные. Есть зубы на сошнике и нёбных костях. Длинные спинной и анальный плавники невысокие, соединяются с хвостовым плавником. Спинной плавник с 123—134 мягкими лучами, начинается на уровне окончания лучей грудных плавников. Анальный плавник с 96—111 мягкими лучами короче спинного, начинается приблизительно на середине тела. Брюшные плавники расположены на подбородке. Пилорических придатков нет.
Тело бледно-бурого или серого цвета, брюхо беловатое. По краям спинного и анального плавников проходит узкая чёрная кайма.
Максимальная длина тела 29,3 см.

## Биология
Обыкновенные ошибни — морские придонные рыбы. Встречаются на глубине до 150 м, но обычно на мелководье на глубине 1—20 м. Ведут ночной образ жизни, в дневные часы закапываются в песок, оставляя снаружи только голову. Питаются ракообразными (мизиды, равноногие, бокоплавы, креветки, крабы), гидроидными, моллюсками, полихетами и рыбами (Lepadogaster, Gymnammodytes и другие).

### Размножение
Нерестятся в прибрежных водах в июне — сентябре. Плодовитость около 9 тысяч икринок. Икра мелкая, овальной формы, формируется в желатинообразные массы, плавающие у поверхности воды.